# كريس بريستو
كريس بريستو (بالإنجليزية: Chris Bristow) هو سائق فورمولا 1 ومهندس بريطاني، ولد في 2 ديسمبر 1937 في لامبث ‏ في المملكة المتحدة، وتوفي في 19 يونيو 1960 في حلبة دي سبا فرانكورشومب في بلجيكا بسبب قطع الرأس.